# Acianthera prolifera

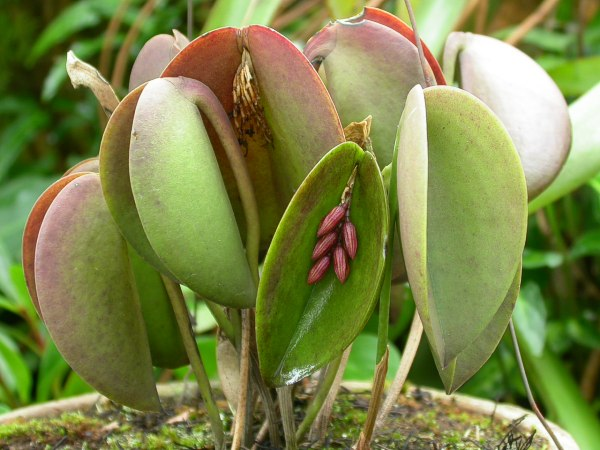
Acianthera hamosa

Acianthera prolifera é  uma espécie de orquídea (Orchidaceae) originária da Venezuela, Bolívia e dos estados de São Paulo à Bahia, no Brasil, antigamente subordinada ao gênero Pleurothallis. São plantas robustas, de tamanho médio, com rizoma espesso e reptante, subcespitosas, com caule secundário mais largo no ápice que na base, triangular no ápice, ereto e espesso, rígido, com folhas de largura variável, acuminadas, folhas espessas, pouco ou muito côncavas, eretas ou pendentes do caule, de verdes a roxo acinzentado ou vinho escuro, com inflorescências curtas apoiadas sobre as folhas, com até dez flores que não se abrem muito e têm as extremidades acuminadas.
Trata-se de espécie bastante variável e, conforme o autor consultado, pode ser dividida em duas espécies: A. prolifera e A. hamosa, no entanto as diferenças entre elas são sutis e sua variação é contínua de modo que não é fácil separar as variedades intermediárias. Preferimos traze-las juntas aqui uma vez que não há consenso sobre quais a aceitação da A. hamosa. A tendência dos orquidólogos brasileiros é aceitar duas espécies diferentes. A tendência dos estrangeiros é juntar algumas e aceitar outras.
A Acianthera hamosa, têm folhas muito espessas, em concha de modo que as flores podem ser vistas só de frente. As folhas dessa variedade sempre são largas e pendentes do caule. É mais robusta e de folhas mais escuras, flores maiores e mais arredondadas.

## Publicação e sinônimos
- Acianthera prolifera (Herb. ex Lindl.) Pridgeon & M.W.Chase, Lindleyana 16: 245 (2001).

Sinônimos homotípicos:
- Pleurothallis prolifera Herb. ex Lindl., Edwards's Bot. Reg. 15: t. 1298 (1829).
- Humboltia prolifera (Herb. ex Lindl.) Kuntze, Revis. Gen. Pl. 2: 668 (1891).

Sinônimos heterotípicos:
- Pleurothallis hamosa Barb.Rodr., Gen. Spec. Orchid. 2: 31 (1881).
- Pleurothallis hamosa var. longicaulis Cogn. in C.F.P.von Martius & auct. suc. (eds.), Fl. Bras. 3(6): 560 (1906).
- Pleurothallis lithophila Barb.Rodr., Contr. Jard. Bot. Rio de Janeiro 4: 100 (1907).
- Acianthera hamosa (Barb.Rodr.) Pridgeon & M.W.Chase, Lindleyana 16: 243 (2001).